# Morkhoven (prémétro d'Anvers)
Morkhoven  est une station fantôme du prémétro d'Anvers. Elle est située à l'est de la ville sous la Herentalsebaan au croisement avec le Stenenbrug et la Morckhovenlei. Construite dans le cadre du Reuzenpijp, les travaux ont débuté en 1977 et sont depuis 1979 à l'arrêt.  
La MIVA avait dans un premier temps prévu un à arrêt à Morkhoven mais en 1978, vu les pressions des riverains  pour ouvrir une station à 400 mètres de là sur la Collegelaan, elle se limita à la construction de l'espace de la station Morkhoven. En 1989 les travaux dans le tunnel furent faute d'argent stoppés.  
La station se trouve à proximité de la trémie d'accès sur la Herentalsebaan.  

## Caractéristiques
Depuis la mise en service de l'axe est du prémétro d'Anvers (parcouru par les lignes 8 et 10 du tramway d'Anvers), Morkhoven est la seule des stations non desservie qui ne sert pas de sortie de secours. c'est d'ailleurs la seule à ne pas être ni visible, ni éclairée, ses quais ayant été recouvert de panneaux d'acier. 
La station est construite sur deux niveaux avec une sortie extérieure. Les quais de soixante mètres de long se trouvent face à face de chaque côté de la voie au niveau -2. 
Aucune ouverture n'est envisagée.